# Newmanprojektion

Newmanprojektion av butan i synklinal konformation, en sorts staggered konformation.

En Newmanprojektion är en sorts strukturformel som i en tvådimensionell bild visar konformationen (atomernas inbördes lägen i tre dimensioner) runt en enkelbindning mellan två kolatomer i en molekyl. I projektionen betraktas molekylen längs denna bindning. Den främre kolatomen representeras som i andra strukturformler enbart av punkten där tre bindningar möts, men den bakre kolatomen representeras av en cirkel. Newmanprojektionen kan användas för att illustrera rotation av den främre delen av molekylen relativt den bakre, till exempel hur molekylen växlar mellan eclipsed och staggered konformationer vid rotationssteg om 60°.